# Louis de Forbin d'Oppède
Louis de Forbin d'Oppède (né le 8 novembre 1622 à Aix-en-Provence, mort près de Paris le  29 mai 1675) est un ecclésiastique qui fut évêque de Toulon de 1664 à 1675.

## Biographie
Louis de Forbin d'Oppède est issu de la famille de Forbin, il est le fils de Vincent-Anne de Forbin-Maynier, baron d'Oppède, et d'Aymare de Castellane (1600-1649). Son père et ensuite son frère Henri de Forbin-Maynier sont « premier président » du Parlement de Provence. Le roi Louis XIII est son parrain et lui donne son nom. Destiné à l'Église, il est successivement prévôt de Riez, doyen de Tarascon, archidiacre d'Avignon, avant d'être nommé évêque de Toulon en 1664 ; confirmé par bulles pontificales d'Alexandre VII, il est consacré en septembre par le cardinal Girolamo Grimaldi-Cavalleroni l'archevêque d'Aix.
Il est désigné comme représentant de la province ecclésiastique d'Arles lors de l'Assemblée du clergé qui se réunit à Saint-Germain-en-Laye le 25 mai 1675 où l'on apprend sa mort le 29 mai après la lecture de sa procuration. Les participants prononcent un De profundis en son honneur.